# Balaustion pulcherrimum
Balaustion pulcherrimum là một loài thực vật có hoa trong Họ Đào kim nương. Loài này được Hook. mô tả khoa học đầu tiên năm 1851.